# Timia planiceps
Timia planiceps är en tvåvingeart som beskrevs av Friedrich Georg Hendel 1910. Timia planiceps ingår i släktet Timia och familjen fläckflugor. Inga underarter finns listade i Catalogue of Life.